# تصفيات كأس العالم 2026 – إفريقيا المجموعة الأولى
تصفيات كأس العالم 2026 – إفريقيا المجموعة الأولى هي الكاف المجموعة المؤهلة لكأس العالم 2026. تضم المجموعة مصر، بوركينا فاسو، غينيا بيساو، سيراليون، إثيوبيا وجيبوتي
سيتأهل الفائز بالمجموعة مباشرة إلى كأس العالم ، ويمكن للوصيف التنافس في المباريات الفاصلة للتقدم إلى الملحق القاري.

## الترتيب
| م | الفريق       | لعب | ف | ت | خ | أ.له | أ.ع | أ.ف | نقاط | التأهل               |           | مصر       | بوركينا فاسو | سيراليون | إثيوبيا   | غينيا بيساو | جيبوتي |
| - | ------------ | --- | - | - | - | ---- | --- | --- | ---- | -------------------- | --------- | --------- | ------------ | -------- | --------- | ----------- | ------ |
| 1 | مصر          | 6   | 5 | 1 | 0 | 14   | 2   | +12 | 16   | كأس العالم 2026      |           | —         | 2–1          | 1–0      | 25 سبتمبر | 25 أكتوبر   | 6–0    |
| 2 | بوركينا فاسو | 6   | 3 | 2 | 1 | 13   | 7   | +6  | 11   | مرحلة الفاصلة محتملة |           | 25 سبتمبر | —            | 2–2      | 25 أكتوبر | 1–1         | 4–1    |
| 3 | سيراليون     | 6   | 2 | 2 | 2 | 0    | 7   | −7  | 8    |                      |           | 0–2       | 25 أكتوبر    | —        | 25 سبتمبر | 3–1         | 2–1    |
| 4 | إثيوبيا      | 6   | 1 | 3 | 2 | 7    | 7   | 0   | 6    |                      | 0–2       | 0–3       | 0–0          | —        | 25 أكتوبر | 6–1         |        |
| 5 | غينيا بيساو  | 6   | 1 | 3 | 2 | 5    | 7   | −2  | 6    |                      | 1–1       | 1–2       | 25 سبتمبر    | 0–0      | —         | 25 سبتمبر   |        |
| 6 | جيبوتي (Z)   | 6   | 0 | 1 | 5 | 4    | 20  | −16 | 1    |                      | 25 أكتوبر | 25 سبتمبر | 25 أكتوبر    | 1–1      | 0–1       | —           |        |

## المباريات
| إثيوبيا | 0–0   | سيراليون |
| ------- | ----- | -------- |
|         | تقرير |          |

| مصر                                                            | 6–0   | جيبوتي |
| -------------------------------------------------------------- | ----- | ------ |
| - صلاح 17'، 22' (ض.)، 48'، 69' - مصطفى محمد 73' - تريزيجيه 89' | تقرير |        |

| بوركينا فاسو | 1–1   | غينيا بيساو |
| ------------ | ----- | ----------- |
| - تراوري 61' | تقرير | - بالدي 20' |

| سيراليون | 0–2   | مصر                 |
| -------- | ----- | ------------------- |
|          | تقرير | - تريزيجيه 18'، 62' |

| جيبوتي | 0–1   | غينيا بيساو    |
| ------ | ----- | -------------- |
|        | تقرير | - رودريغوس 39' |

| إثيوبيا | 0–3   | بوركينا فاسو                               |
| ------- | ----- | ------------------------------------------ |
|         | تقرير | - توريه 39' - تراوري 78' (ض.) - واتارا 90' |

| سيراليون                 | 2–1                      | جيبوتي               |
| ------------------------ | ------------------------ | -------------------- |
| - ديفيز 12' - كارغبو 51' | تقرير (FIFA) تقرير (CAF) | - Dadzie 35' (ركلة.) |

| مصر               | 2–1                      | بوركينا فاسو |
| ----------------- | ------------------------ | ------------ |
| - تريزيجيه 3'، 8' | تقرير (FIFA) تقرير (CAF) | - تراوري 57' |

| غينيا بيساو | 0–0                      | إثيوبيا |
| ----------- | ------------------------ | ------- |
|             | تقرير (FIFA) تقرير (CAF) |         |

| جيبوتي       | 1–1                      | إثيوبيا       |
| ------------ | ------------------------ | ------------- |
| - Dadzie 29' | تقرير (FIFA) تقرير (CAF) | - Wondimu 31' |

| غينيا بيساو | 1–1                      | مصر        |
| ----------- | ------------------------ | ---------- |
| - بالدي 42' | تقرير (FIFA) تقرير (CAF) | - صلاح 70' |

| بوركينا فاسو                        | 2–2                      | سيراليون                    |
| ----------------------------------- | ------------------------ | --------------------------- |
| - واتارا 41' - تراوري 45+2' (ركلة.) | تقرير (FIFA) تقرير (CAF) | - كارغبو 58' - باكايوكو 88' |

| سيراليون                                  | 3–1                      | غينيا بيساو    |
| ----------------------------------------- | ------------------------ | -------------- |
| - بوندو 19' - كامارا 61' - I. Turay 90+6' | تقرير (FIFA) تقرير (CAF) | - Monteiro 68' |

| بوركينا فاسو                                                       | 4–1                      | جيبوتي                 |
| ------------------------------------------------------------------ | ------------------------ | ---------------------- |
| - Tiendrébéogo 12' - تراوري 33' - Zougrana 47' - لاسينا تراوري 67' | تقرير (FIFA) تقرير (CAF) | - Akinbinu 88' (ركلة.) |

| إثيوبيا | 0–2                      | مصر                   |
| ------- | ------------------------ | --------------------- |
|         | تقرير (FIFA) تقرير (CAF) | - صلاح 31' - زيزو 40' |

| غينيا بيساو    | 1–2                      | بوركينا فاسو            |
| -------------- | ------------------------ | ----------------------- |
| - Banjaqui 36' | تقرير (FIFA) تقرير (CAF) | - لاسينا تراوري 6'، 73' |

| إثيوبيا                                                    | 6–1                      | جيبوتي         |
| ---------------------------------------------------------- | ------------------------ | -------------- |
| - Desta 19'، 52'، 70' (ركلة.) - ناصر 34'، 37'، 58' (ركلة.) | تقرير (FIFA) تقرير (CAF) | - Akinbinu 51' |

| مصر          | 1–0                      | سيراليون |
| ------------ | ------------------------ | -------- |
| - زيزو 45+2' | تقرير (FIFA) تقرير (CAF) |          |

| غينيا بيساو | ضد | سيراليون |
| ----------- | -- | -------- |
|             |    |          |

| جيبوتي | ضد | بوركينا فاسو |
| ------ | -- | ------------ |
|        |    |              |

| مصر | ضد | إثيوبيا |
| --- | -- | ------- |
|     |    |         |

| بوركينا فاسو | ضد | مصر |
| ------------ | -- | --- |
|              |    |     |

| غينيا بيساو | ضد | جيبوتي |
| ----------- | -- | ------ |
|             |    |        |

| سيراليون | ضد | إثيوبيا |
| -------- | -- | ------- |
|          |    |         |

| جيبوتي | ضد | مصر |
| ------ | -- | --- |
|        |    |     |

| سيراليون | ضد | بوركينا فاسو |
| -------- | -- | ------------ |
|          |    |              |

| إثيوبيا | ضد | غينيا بيساو |
| ------- | -- | ----------- |
|         |    |             |

| بوركينا فاسو | ضد | إثيوبيا |
| ------------ | -- | ------- |
|              |    |         |

| جيبوتي | ضد | سيراليون |
| ------ | -- | -------- |
|        |    |          |

| مصر | ضد | غينيا بيساو |
| --- | -- | ----------- |
|     |    |             |

## الهدافون
تم تسجيل 49 هدف في 17 مباراة، بمتوسط 2.88 هدف لكل مباراة (في 24 مارس 2025). اللاعبون بالخط العريض لا يزالون نشطون في المنافسة.
6 أهداف
- محمد صلاح

5 أهداف
- لاسينا تراوري
- محمود تريزيجيه

3 أهداف
- بيرتراند تراوري
- أبو بكر ناصر
- بركة ديستا

2 أهداف
- دانغو واتارا
- صموئيل أكينبينو
- غابرييل دادزي
- ماما بالدي
- أغسطس كارغبو

1 هدف
- بلاتي توريه
- خوسيه تيندريبيوغو
- محمد زوغرانة
- مصطفى محمد
- أحمد مصطفى
- مينيلو وونديمو
- زيدان بانجاكي
- ماورو رودريغوس
- تامبل مونتيرو
- Ibrahim Turay
- أمادو باكايوكو
- مصطفي بوندو
- كورتيس ديفيز
- موسى نوح كامارا